# The Rezillos
The Rezillos — шотландская группа новой волны, образовавшаяся в 1976 году в Эдинбурге и соединившая в своём творчестве элементы панк-рока, британского бита и поп-музыки. Известность группе принесли дебютный альбом Can't Stand The Rezillos (1978, 16-е место в Британии) и хит-сингл «Top of the Pops» (1978, #17). В 1979 году Юджин Рейнольдс и Фэй Файф собрали новый состав The Revillos, просуществовавший до конца 1980-х годов. В 2001 году The Rezillos вернулись на сцену в первом составе и продолжают гастролировать по сей день.

## Дискография

### Альбомы
- Can’t Stand The Rezillos (1978, #16)
- Mission Accomplished But The Beat Goes On (1979, # 30)
- Rev Up (1980, The Revillos)
- Attack! (1982, The Revillos)
- Zero (10 марта 2015)

### Синглы
- I Can’t Stand My Baby (1977, 1979, # 71)
- (My Baby Does) Good Sculptures (1978)
- Top of the Pops (1978, #17)
- Destination Venus (1978, # 43)
- Cold Wars (1978)
- Where’s The Boy For Me (1980, The Revillos)
- Motorbike Beat (1980, # 45)